# 复合手术室

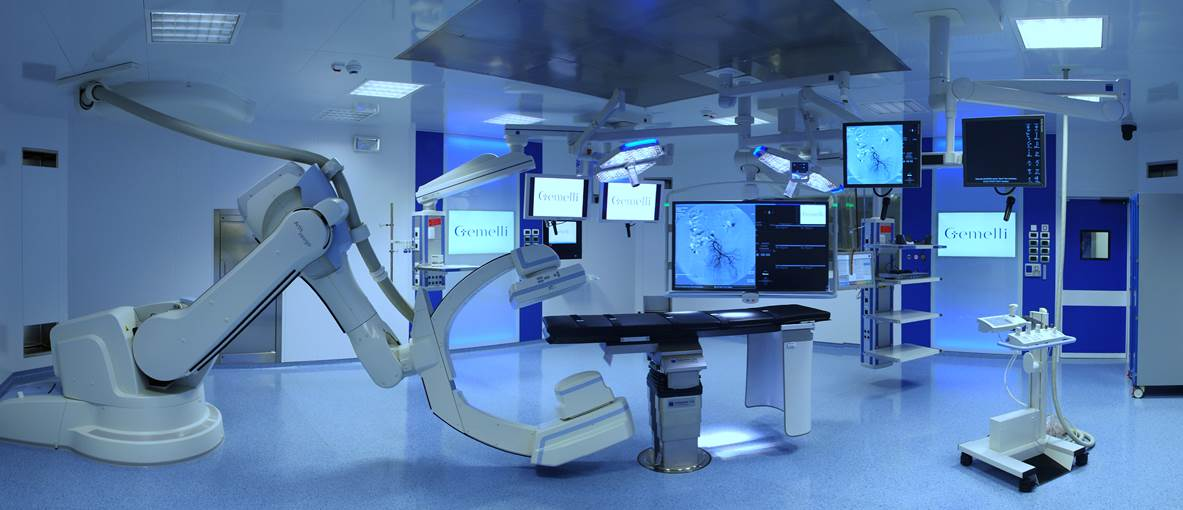
罗马 Agostino Gemelli 大学综合诊所的心血管外科复合手术室

复合手术室（hybrid operating room）是一个配备了先进医疗成像设备的洁净手术室。这些成像设备有：放射C形臂、数字减影血管造影机、CT扫描机、MR扫描机、导航、超声心动图机、内镜、超声内镜等，使介入微创手术成为可能。
微创是指外科医生并不需要动刀将病人完全打开才能接触到他希望进行手术的身体部分，而是可以透过介入导管或内镜技术。虽然移动式放射C形臂，超声内镜，内镜检查的成像技术已经成为手术室的标准组成部分，但介入导管手术需要的成像技术，可以直观身体的细微部位，例如特别细小的心脏血管，并能通过 3D成像技术让手术更易行。

## 临床应用
复合手术室目前主要用于在心脏，血管和神经手术，但也适用于其他一些外科学科。

### 心血管手术
对病变的心脏瓣膜的修复和心律失常和主动脉瘤的手术治疗可以受益于复合手术室的成像能力。心脏复合（杂交）手术是针对这些疾病的普遍治疗方式。
并且，腹主动脉瘤的腔内治疗技术的发展，推动了血管造影系统在血管手术环境中的应用。  特别是对于复杂的血管腔内移植物，复合手术室应成为基本条件。同时，它也很适用于急诊手术治疗。
有些外科医生不止认可外科手术进行时的血管腔内移植物，他们同时也使用血管造影系统和应用程序为手术做计划与引导。由于患者在术前CT和术中透视的解剖位置改变，以及嵌入的坚硬材料而导致的改变，对术中更精准的规划设计提出了相应要求，如果外科医生在手术进行时运用旋转血管造影术，能对主动脉采用自动分割，对肾动脉和其他位置进行3D标记，然后覆盖二维透视叠加，并且能随着C型臂角度/位置或手术床的变化而进行更新。

### 神经外科
在神经外科，复合手术室的应用例如脊柱融合  和颅内动脉瘤放置弹簧圈。这两种手术，都被认为可改善患者预后 。对于脊柱椎体融合手术，大型C臂与导航系统的整合，可进一步改善工作流程。

### 胸外科和支气管手术
用来诊断和治疗肺部微小肿瘤的手术规范最近也被应用于复合手术室，介入图像引导定位为准确了解肿瘤位置提供了方便，特别是对于微小结节或肺毛玻璃样变肿瘤，转移，和或者肺功能降低的患者。这使得活检过程中实现了精确导航以及在电视辅助胸腔镜手术中运用切除术。更重要的是，电视辅助胸腔镜手术中使用介入图像技术可以避免触觉传感的损失。这种新的技术同时也传达了解决肺部健康的潜在可能，通过对于肿瘤确切位置的定位，提高了患者术后的生活质量。
进行诊断和治疗的方法，一般包括3个步骤：
1. 检测结节CT或胸部X光射线
2. 活检结节以用来评估恶性肿瘤
3. 如果有必要，治疗结节也可以通过手术/放疗/化疗术（治疗方法），或通过化疗栓塞/切除术（姑息手术）。

复合手术室支持这个工作流程的步骤2和3（如果进行手术）

#### 活检
胸部CT检测出的肺部小结节需要检查确定是否为恶性肿瘤，因此，在穿刺过程中，一小块样本组织将被采集。穿刺针管可通过支气管或胸壁穿刺，直到结节的位置。为了确保被捕获的样本组织来自结节，而不是意外地采取自健康的肺部组织，成像方式，如移动式C型臂，超声，或气管镜将被使用。小于3厘米的肿瘤小结节活检率，据报道在33-50％之间。  
如想进一步提高检出率，先进的C型臂血管造影介入成像已被证明是有效的。术中成像的优点是病人无论在2D/3D图像和实际的活检都可在完全相同的位置曝光。因此一般精度远高于使用手术前的数据。在手术过程中，可用利用血管造影系统将支气管的3D图像呈现出来。空气从而作为“自然”的造影剂，结节可以清楚地被观察到。在这个3D图像上，使用专用软件，与计划路径为穿刺活检（支气管内或经胸腔的）一并，标记结节位置。这些图像可实时叠加。这改良了肺小结节的引导。在最新的报道中1-2厘米结节的检出率在90％，大于2厘米的结节的检出率在100％。

#### 外科
电视胸腔镜手术（VATS）是用一种可避免开胸的微创技术切除肺结节的微创手术。利用胸腔镜乔卡，将光源，摄像头，和手术器械进入胸腔进行肺结节等组织切除。虽然这种类型的微创手术可提高患者的恢复速度和并减少潜在的并发症，但视野和触感确实使得医生很定位肺小结节，特别是在非表层肿瘤，毛玻璃样变，和微小病变的情况下难度更大。研究显示小于1厘米的结节，其检出率低于40％。 因此有时健康的组织比实际需要切除的组织要多，以避免肿瘤残余。在手术室采用先进的手术成像有助于精确定位和切除病灶，避免潜在的组织损伤，加快手术流程。在放置乔卡之前也就是在肺叶可能发生塌陷之前，旋转采集造影可以更好的为VATS提供影像学引导。这样损伤就能在不用造影剂的情况下看到了。然后，勾型针或造影剂（碘油，碘帕醇 ）被引导至病变处，或临近病变，以确保肺萎陷后血管造影的可视性。然后开始常规胸腔镜的步骤。此时使用的成像系统，在透视模式下，可以清楚地看到腔镜器械和先前标记的病变。使得精准的切除成为可能。造影剂可以被用来标记病变，同样也可以标记处附近区域淋巴结，并且使用同样的方式去切除淋巴结。

### 骨科创伤外科
复杂骨折，例如骨盆骨折、跟骨或胫骨骨折等，需要一个确切位置的螺丝和其他外科植入物，以达到最快治疗病人的可能。微创手术方法可以减少病人创伤从而达到更快的恢复。然而, 位置不正的风险，修正和神经的损伤不可低估 (胎位不正和修订的不同成像方式，经皮骶髂螺钉固定骨盆骨折:系统回顾和荟萃分析 )。
使用系统空间分辨率为0.1毫米的血管造影法,使大视场图像整个骨盆在一个图像和高千瓦率成为可能，允许外科医生拥有高精度图像并且不损害卫生 (地板安装系统) 或访问病人 (CT)。退行性脊柱手术、创伤性脊柱骨折、肿瘤骨折或脊柱侧凸手术是其他类型的手术,可以在复合手术是中充分利用。大视图、高千瓦率可以充分展示最佳图像，甚至适用于过于肥胖的病人。导航系统或使用集成激光制导可以支持和改善工作流程。

### 腹腔镜手术
像其他微创手术一样，第一批使用腹腔镜微创手术的外科医生被嘲笑，手术社区不相信这种新技术。然而今天，这已成为大多数手术的黄金标准。并开始用于简单的阑尾切除术、部分肾切除术和部分肝切除术等，腹腔镜的手术方法在扩大。图像质量, 在手术过程中对病人成像的可能性以及指导工具促进这种方法。(DynaCT在复杂的腹腔镜手术的功效:手术导航初始经验。 肾部分切除术,留下尽可能多的健康组织,这意味着病人的肾功能在前一段时间已被描述过(肾单位肾肿瘤的手术:标志、技术和成果。)。
外科医生所面临的挑战是自然损失的3D视觉和触觉传感。通过内窥镜提供的图像,无法感受到组织。在复合手术室里可以更新和实时成像。3D图像可以融合以及/或者重叠显示在X线透视或内窥镜中。在腹腔镜肝脏手术中 (实时图像指导: 根据术中CT成像制导系统的临床经验。) 关键解剖血管或肿瘤可以避免和减少并发症。进一步的调查受到审判。(在泌尿外科手术导航。欧洲的视角 )

### 急救护理
治疗创伤的病人分秒必争。车祸、爆炸，枪伤或主动脉瓣解剖等情况发生后，患者将严重的流血,伤口需要立即治疗，否则将因失血过多而威胁生命。在复合手术室中，对病人使用开放和血管内治疗的方式都可以执行。例如由于严重的出血产生的大脑紧张可以舒缓, 动脉瘤可以盘绕。当紧急病人进入医院，便立即放送入复合手术室手术台上的方式, 相比先稳定执行创伤扫描CT省去了将病人重新移位的过程，将节省很多时间避免伤势进一步恶化。

## 成像技术

### 具有固定C型臂成像技术

#### 透视和数据采集
X线透视是以连续发射的X射线，以观测身体内的导管或其它装置实时图像。为了精细描绘解剖结构和植入物，必须拥有出色的图像质量。特别在运动的心脏介入治疗成像时，需要高帧速率（30帧/秒，50赫兹）和高功率输出（至少80千伏）。心脏应用所需的图像质量只能依赖达到高功率固定的血管造影系统，而移动式C臂难以胜任。
血管造影系统可提供采集模式，可以自动存储系统上采集到的图像并可上传存档。普通的透视主要用于指引导管导丝以及重新定位，数据采集主要应用于诊断或报告的目的。当注入对比剂时，此时采集的数据在存储后，可以在无需重新注入造影剂而被反复重放。为了达到实现足够的图像质量诊断和报告，血管造影系统使用10倍剂量比普通X射线透视。因此，采集只是在必要时才使用。影像采集时任何先进的成像技术的基础：如DSA数字减影和旋转采集。

#### 旋转造影
旋转血管造影是一种采用固定C型臂术中采集类CT和3D影像的技术。要做到这一点，在C型臂围绕患者旋转，取得一系列的数据并用来进行3D重建。

#### 数字减影血管造影
数字减影血管造影（DSA）是一个二维的可视（卡曾，1995）人体血管成像技术。 它是应用计算机程序进行两次成像完成的。在注入造影剂之前，首先进行第一次成像，并用计算机将图像转换成数字信号储存起来。注入造影剂后，再次成像并转换成数字信号。两次数字相减，消除相同的信号，得知一个只有造影剂的血管图像。这种图像较以往所用的常规脑血管造影所显示的图像，更清晰和直观，一些精细的血管结构亦能显示出来。由于采集的第一和第二图像之间有一个时间差，运动校正算法是必要的，以消除运动伪影。 DSA中一种高级应用是路图。从所获取的DSA序列中，血管结构的最大充盈图像被识别、标记，成为路图蒙片。实时图像对路图蒙片图像做连续的减影处理，生成实时减影透视图像，叠加到静态血管结构上。临床上的优势是在不影响其他组织结构的前提下，能观察到更细小和复杂的血管结构，有利于放置导管和导丝。

#### 2D/3D配准

##### 图像融合和2D/3D叠加
现代血管造影系统不仅仅用于成像，而且借助术前术中采集的3D信息帮助引导外科医生进行介入引导。这些引导都是基于患者于3D信息的配准，并最终通过特殊的专有软件运算完成。
工作站与血管造影系统之间的信息交互3D图像是通过固定C臂在患者周围的旋转采集后运算得来。容积重建是在单独的工作站上完成的。 C型臂和工作站保持着持续的信息交换。例如，当用户使用工作站臂从某个角度观察解剖位置，此时观察的参数可以传递给血管造影系统，并可让在C型臂在完全相同的同一角度进行实时透视。以同样的方式，如果在C型臂的角度发生变化，这些参数可以是发送到工作站，并更新其3维立体图像的视野和角度。这种后台程序也可以由其他的DICOM图像，如CT或磁共振图像数据来完成。

##### 3D信息叠加的二维透视
将3D图像本身可以以彩色编码重叠在上方的透视图像。任何C臂的角度变化都会让工作站重新计算实时的3D图像并将其实时匹配2D透视图像。医生无需注射造影剂便可以观察导丝导管等在3D血管轮廓叠加的透视影像。
将工作站的信息添加到透视图像的另一种可供选择的方法是叠加，可以在叠加三维图像的透视图像上对感兴趣结构的部分进行手动或自动分割，勾画标记轮廓。这为透视图像提供了额外的信息。有些应用软件可以自动标记，也可以让医生和技师手动添加标记点。举个病例：了给一个腹主动脉瘤放置一个开窗的覆膜支架，在3D图像上标记肾动脉开口，然后将标记的3D图像叠加在实时透视图像上。在3D标记完成后，它会与实时透视图像自动匹配，让医生可以在实时透视图像始终观察到标记好的肾动脉开口，从而让开窗支架准确定位。

##### 经导管的主动脉瓣植入术（TAVI）
经导管主动脉瓣植入需要精确定位主动脉根部来防止并发症的发生。良好的透视视图是必不可少的，由此，在确切的垂直于主动脉根部角度被认为是最佳的植入。最近，应用程序已经发布，支持外科医生在选择这个最佳的透视角度，甚至可以引导在C型臂自动投照引导瓣膜垂直至主动脉根部。有些方法是根据在手术前的CT图像，其中用于分割的主动脉，并计算瓣膜植入的最佳角度。CT图像必须与C-臂CT或透视图像配准，并传输给血管造影系统。在配准过程中的错误，可能会导致在C型臂从最佳角度变化，必须手动修改。此外，术前CT图像和手术时的解剖变异没有说明。患者在做CT检查时采取的是举手位，但手术时双手在其身体两侧，因此会导致偏差。基于这样一个进展，外科医生不依赖于手术前由放射科采集CT图像，这样就简化了手术室的工作流程，并减少过程中的错误。

#### 手术室里的功能成像
时下C型臂技术的改进，使得在手术室中的灌注成像成为可能。要做到这一点，旋转血管造影（3D-DSA）要与高压注射以及一个特殊的重建算法结合在一起。带时间窗的血流可直接被观察到。这对于治疗缺血性中风患者非常有用。

### 与CT结合的成像技术
滑轨CT可以在手术室移进和移出，以支持复杂的外科手术，比如通过成像获得影像信息的脑，脊柱和创伤手术。在美国马里兰州约翰•霍普金斯湾景医学中心并介绍了他们术中CT的使用对患者的治疗效果有正面的影响，提高安全性，减少感染和降低并发症的风险。

### 与MR结合的成像技术
磁共振成像适用于神经外科：
1. 术前的精确规划。
2. 术中帮助医生判断并解释脑组织的位移。
3. 术后评估结果

MRI系统一般需要一个很大的空间，无论是在房间和病人的周围。在常规MRI室进行手术是不可能的。在术中如何使用MR有两种方法，一种是当需要成像时，一个可移动的磁共振扫描仪被移动到手术区域，另一种是在手术过程中把病人运送到临近有磁共振扫描仪的房间。 

## 规划考虑

### 位置/组织
不仅复合手术室的使用率是一个“复合”的，它在医院系统的角色也是复合的。由于它有影像系统，放射科因对操作、技术、维护、和连接有专业知识，所以放射科对手术室房间负主要责任。从患者工作流程来看，这个房间要能被外科部门所使用，而且应该被安装在其他手术设施的旁边，以确保患者适当治疗和快速转运。

### 房间尺寸和准备
对于标准的医院房间大小安装复合手术室是一大挑战，因为不仅成像系统需要一些额外的空间，而且一个正规的手术有更多的人在房间里。一个8至20人的工作团队，其中包括麻醉医生，外科医生，护士，放射技师，体外循环师，从设备公司来的支持人员等能在这样一个手术室工作。根据所选择的成像系统，建议房间面积为70平方米，包括一间控制室，但不包括设备间和准备区。房间所必须的额外准备工作是2-3mm的铅防护，安装影像系统额外增加在地板上或天花板上的重量（约650-1800千克）。

### 工作流程
规划复合手术室需要考虑各部门以及相关使用者。为了确保手术室的工作流程顺利，需要了解在房间里每个使用者的要求，因为这些会影响各种设计诸如空间，影像设备布局等。  这就需要一支专业的项目管理团队，来进行项目管理和各种设备供应商与影像设备之间问题的协调。结果要以建立跨学科的团队和医院的个性化需求和喜好来量身定制最终解决方案。

### 灯光，监视器和吊塔[23]
在一般情况下，两个不同的光源需要在手术室：用于手术的无影灯和可支持介入的环境照明。应特别注意的是可提供昏暗的灯光，因为经常需要在X线透视或内镜检查。对于手术灯，最重要的是完整的覆盖整个手术室操作台。更重要的是，不得干预头的高度以及与其他设备路径相碰撞。最常见的手术灯的安装位置是手术台正上方。如果选择不同的位置，手术灯要可以在手术床的外围区域旋转。因为每个手术灯前端的中心轴是必要的，这可能会导致至少两个中心轴和安装点，以确保手术区域有足够的照明。血管造影系统的移动范围决定了手术灯的位置。中央轴必须在移动路径和旋转范围之外。设备决定了房间高度，这个要求必然 要面对，这非常重要。在这种情况下，头部净空高度可能是一个问题。这使得手术灯在规划和设计过程中是一个关键的项目。 在手术灯规划过程中的其他方面包括避免灯光的刺眼和反射。现代手术灯会有额外的功能，如照相和摄像功能。为了伤口区域的照明，双臂手术光系统是必需的。有时甚至需要第三个手术灯，如在同时进行一项以上的外科手术操作的情况下，例如大腿的静脉剥离。综上所述，手术灯系统规划的主要关键点包括：
- 无影灯的底座应安装在手术床上方的中心位置（悬吊的血管造影系统除外）。
- 通常有三个无影灯头去满足复杂的手术
- 自由悬挂运动，稳定的无影灯底座
- 模块化设计提供了扩展可能，例如视频显示器和/或照相机。

### 成像系统
最常见的影像形式，是安装在复合手术室中的一个大C型臂。专家一致认为在复合手术室移动式C臂的性能是不足的，因为球管有限的功率影响了成像质量，影像增强器的视野小于平板探测器系统的，以及移动式C臂的冷却系统可能在数小时后就导致过热，这对于漫长的外科手术过程或一系列复杂的手术而言时间太短了。而这样一间配备移动式C臂手术室的投资也是很高的。  固定C型臂没有那些局限性，但房间里需要更多的空间。这些系统可被安装在地板上，或在天花板上，如果选择双板系统可两者兼而有之。如果是儿科心脏病专家，电生理学家或神经介入专家主要使用这个房间，会选择后者。如果不是这些临床学科明确要求，安装双板系统一般不推荐，因为安装在天花板上的部件可能引起洁净度问题： 实际上，大部分医院不会允许操作部件在手术区域的正上方，因为灰尘可能落入伤口而引起感染。因为任何悬吊系统都包括了手术区域上方的可移动部件，会削弱层流，这样的系统对于肯定不是执行最高洁净度标准的医院最佳选择。（见  仅德文）
在决定悬吊系统和落地系统时，还有更多的因素要考虑。悬吊系统需要大量的顶部空间，因此，减少了手术灯或吊臂安装的位置。尽管如此，许多医院选择悬吊系统具有更大的灵活性，能覆盖全身 ， 最重要的 是不移动手术床。在手术期间移动手术床有时是困难和危险的工作，因为连着喝多的导线及导管也必须被移动。然而，在手术过程中从停机位到工作位的移动，用落地式系统更容易，因为C型臂只是从侧面转动，并且不会干扰麻醉师。相比之下，悬吊系统在手术过程中能几乎不用移动在头端的停机位，也就不会碰撞麻醉设备。在一个像手术室一样拥挤的环境里，双板系统增加了其复杂性并干扰麻醉，除了神经外科，神经外科的麻醉不是在头端端。因此，主要用于心脏手术的房间无疑推荐单板系统。  

### 手术床
手术床的选择取决于这个系统的主要用途。带有浮动床面的可倾斜，可配托架的介入手术床和能与造影系统整合的多关节手术床竞争。正确的手术床的选择要考虑介入和外科手术需求之间的折衷。  外科手术和介入的需求有时可能很难同时满足。外科医生，尤其是骨科，一般和神经外科医生通常会期望一个定位分段的床面灵活的为患者定位。对于成像的目的，可透射线的桌面，并能让全身覆盖，是必需的。因此，使用了整张的碳纤维的床面。在血管造影术期间为允许快速和精确的运动，介入医生需要一个浮动的床面。心脏和血管外科医生，在一般情况下，对于复杂的定位的需求较少，但根据他们在血管造影术的介入经验可用于全自动化运动床和床面。可将患者放置在整张的床面上，并有辅助定位功能。真正的浮动床面不能匹配传统的手术床，作为一种折衷，为外科使用的浮动面板推荐可四向倾斜。
为了进一步满足典型手术的需要，能装配其他手术设备的侧轨，如牵引器或肢体托也应用于手术床。房间中床的位置也影响手术流程。在手术室，也应考虑对角线的位置，以获得房间的空间和灵活性，同样，也可以从各个方向接近病人。另外，常规手术床也可以成像系统结合，如果供应商提供了一个相应系统。然后，手术间既可以使用支持3D成像的整张的半透射线的床面，也可以用普通的有断面的可提供强大的病人定位的床，但不支持3D成像。后者特别适合于神经或整形外科手术，最近这些完整的解决方案也越来越商业化。如果被设计成混合的共享的手术间和开放常规程序的，这些有时是首选的。他们提供了更大的工作流程的灵活性，因为桌面是可停驻的，可轻松变换的，但需要一些与介入成像间的折衷方案。总之，要考虑的重要的方面是在房间的位置，透射线性（碳纤维床面），兼容性，手术床和成像设备的整合。其他方面包括床的负载，床可调高度和水平移动（浮动），包括纵向和横向的倾斜。有一些适当的有用的辅助程序也是很重要的：如可装配特殊外科设备的导轨（如牵引器，相机支架）。能自由浮动的，有倾斜和支架功能的血管造影床最适合于心血管复合手术室。

## 放射剂量[34]
X射线辐射是电离辐射，因此曝光可能是有害的。与被经典的用于外科手术的移动式C臂相比，CT扫描仪和固定的C臂的能量影响更大，不当使用导致更高剂量的辐射。为此，监测复合手术室里病人和医务人员的辐射剂量，这是非常重要的。
在手术室有几个简单的措施来保护人员免受散开辐射，从而降低他们受的剂量。意识是一个关键的问题，否则可用的保护工具可能被忽视。这些工具中有为躯干形成防护罩的防护衣，围绕颈部保护甲状腺区域的防护盾以及铅防护眼镜。可以在床边安装额外的铅裙，保护下体部位。怀孕的工作人员应适用更严格的规则。
当然，对工作人员和病人都保护的一个非常有效的措施是运用更少的辐射。总有一个辐射剂量和图像质量之间的权衡。更高的X射线剂量会导致一个更清晰的画面。现代软件技术通过后处理过程可以提高图像质量，这样，用较低的剂量就可以达到相同的图像质量。图像质量可以通过对比度，信噪比，分辨率和伪影等几个指标来评判。总之，应遵循ALARA原则（合理抑低）。剂量应尽可能低，但权衡图像质量对检查诊断的保证及剂量对病人的潜在危害时仍应首先保证图像质量。
通过X射线设备技术改进减少剂量，操作者根据临床实际选用低剂量曝光这两个措施减少剂量。其中前者是射线硬化，后者是帧率设置，脉冲透视和准直器设定。
射线硬化：X射线包含硬射线和软射线，即能量大的能量小的粒子。不必要的辐射主要是由软射线造成的，因为他们不易穿透身体，并易产生散射。与此相反，高能量的射线易通过病人。因此在球管前安装滤过器，可以硬化射线，在不影响图像质量的情况下降低了射线剂量。
帧率：高速采集帧率（既每秒采集的图像数量）可避免伪影影响，以更好的观察动态图像。然而，帧率越高，辐射剂量越高。因此，应根据临床需要选择帧率，并尽可能选择合理的最低帧速率。例如在小儿心脏介入需要每秒60个脉冲的帧率，而运动特别缓慢的物体只需要每2秒一个脉冲。脉率降低一半，剂量也减少一半左右。帧率由30 P / S降低到 7.5 P / S的结果是辐射剂量降低了75%。
使用脉冲透视时只能按照预先指定的时间间隔曝光，因此，低剂量可以获得相同的图像序列。两次曝光，显示器显示最后一次透视图像。
射线准直器是降低剂量的另一种工具。从探测器的角度来讲，只有一小部分用于介入诊疗。通过准直器可以滤过X线球管的多余射线，因此探测器只接受了穿过做检查的组织结构的射线剂量。如今的大C臂能够在非透视条件下通过采集的图像做诊疗。